# Lophalia auricomis
Lophalia auricomis là một loài bọ cánh cứng trong họ Cerambycidae.